# 日本共産党中央委員会幹部会委員長
日本共産党中央委員会幹部会委員長（にほんきょうさんとう ちゅうおういいんかい かんぶかい いいんちょう）は、日本共産党中央委員会幹部会の長である。「議長」、「書記局長」と並び「党三役」の役職であり、実質的に党首の役割を担う。略称は日本共産党委員長（にほんきょうさんとう いいんちょう）、委員長（いいんちょう）。

## 概要
日本共産党は党規約により最高職の明文規定はなく、中央委員会議長、書記局長、そしてこの幹部会委員長の党三役として機能している。近年では、政治資金収支報告書では委員長が名目上「日本共産党の代表者」となっており、内閣総理大臣指名選挙や党首討論では委員長が党を代表するのが通例であり、党外からは委員長が党首として遇される。委員長になった者は長期間その職を務める傾向があり、委員長退任後は中央委員会議長に就任している場合が多い。
幹部会委員長の田村智子は、日常的な最高指導機関である中央委員会常任幹部会委員に就任している（「幹部会」と「常任幹部会」は後述のとおり別の機関）。常任幹部会の議事を担当する等の中心人間が事実上の党首と目されるが、会に委員長、議長などの役職はなく、公開される委員は五十音順で表記されており、委員の中で誰が議事を担当する等の中心人間かは外部からは不明である。委員長代行は通常置かれていない、代行者指定の規定もないが、委員長の不破哲三が入院時には副委員長の村上弘が、委員長の村上が入院時には書記局長の金子満広がそれぞれ委員長代行に就任している。
常任幹部会委員を選出するのは中央委員会総会ではなく中央委員会幹部会である。中央委員会総会で幹部会委員長・副委員長とそれ以外の幹部会委員が選出され「幹部会」を構成し、「幹部会」で常任幹部会委員が選出される。そのため、規約上は幹部会委員長・副委員長が常任幹部会委員に選出されない場合もありうるが、実際にそのような事態が起こったことはない。また、幹部会副委員長が複数名存在する場合に、「第一副委員長」といった制度はない。2020年の第28回大会では山下芳生が筆頭副委員長に就任している。
戦前のコミンテルン日本支部としての日本共産党は、委員長・書記局長体制は確立しておらず、執行部は総務幹事（数名）、国際幹事（1名）、会計幹事（2名）となっていた。戦後からは中央委員会書記局の責任者として「書記長」をおくようになり、この体制が3代続いている。第11回大会を期に、社会党や民社党と同じように党の指導者として委員長のポストが設けられ、今日にいたっている。
歴代委員長は、東京大学出身が多数を占める。
2024年からは委員長に田村智子（第6代）が就任している。中央委員会議長は不破が3代目として2000年から2006年まで務めたのを最後に、空席となっていたが、2024年、田村智子委員長が選出された際に志位和夫前委員長が新たな議長となった。

## 中央委員会書記長
幹部会委員長が設置される以前の1945年 - 1970年は、それに相当する役職として中央委員会書記長がおかれていた。1945年から1953年まで徳田球一がつとめ、1955年-1958年は野坂参三が「第一書記」をつとめたのち、宮本顕治が書記長を復活させた。
1970年の第11回党大会で、書記長のポストは廃止され、代わりに日本共産党中央委員会幹部会委員長と書記局長が新設された。初代の委員長には宮本顕治が就任し、新設された書記局長のポストには不破哲三が抜擢された。

## 日本共産党委員長の一覧

### 日本共産党総務主席幹事 (1922-1923)
| 代 | 総務主席幹事 | 総務主席幹事 | 在任期間        | 備考                   |
| -- | ------------ | ------------ | --------------- | ---------------------- |
| 1  |              | 荒畑寒村     | 1922年 - 1923年 | 初代日本共産党の党首。 |
| 2  |              | 堺利彦       | 1923年          |                        |

### 日本共産党中央委員長 (1927-1933)
| 代 | 中央委員長 | 中央委員長 | 在任期間               | 備考 |
| -- | ---------- | ---------- | ---------------------- | ---- |
| 1  |            | 佐野学     | 1927年 - 1928年        |      |
| 2  |            | 渡辺政之輔 | 1928年 - 1929年        |      |
| 3  |            | 田中清玄   | 1929年 - 1930年        |      |
| 4  |            | 風間丈吉   | 1931年 - 1932年        |      |
| 5  |            | 山本正美   | 1933年1月 - 1933年5月  |      |
| 6  |            | 野呂栄太郎 | 1933年5月 - 1933年11月 |      |

### 日本共産党中央委員 (1933-1935)
| 代 | 中央委員 | 中央委員 | 在任期間                    |
| -- | -------- | -------- | --------------------------- |
| 1  |          | 宮本顕治 | 1933年11月 - 1933年12月26日 |
| 2  |          | 袴田里見 | 1933年12月 - 1935年3月4日   |

### 日本共産党書記長 (1945-1970)
| 代 | 書記長 | 書記長   | 在任期間                    | 備考                                                                           |
| -- | ------ | -------- | --------------------------- | ------------------------------------------------------------------------------ |
| 1  |        | 徳田球一 | 1945年12月 - 1953年10月14日 | 46年に衆院選当選。1950年に公職追放                                             |
| 2  |        | 野坂参三 | 1955年7月 - 1958年8月1日    | 役職名は「第一書記」 日本共産党議長（1958年 - 1982年） 1956年-1977年参議院議員 |
| 3  |        | 宮本顕治 | 1958年8月1日 - 1970年7月7日 | 日本共産党書記長として歴代最長。書記長時代は非議員                             |

### 日本共産党委員長 (1970-)
| 代 | 委員長 | 委員長   | 選出党大会                       | 在任期間                     | 備考 |
| -- | ------ | -------- | -------------------------------- | ---------------------------- | --- |
| 1  |        | 宮本顕治 | 第11回党大会                     | 1970年7月7日 1982年7月31日   | 1977年から参議院議員                                                                                       |
| 2  |        | 不破哲三 | 第16回党大会                     | 1982年7月31日 1987年11月29日 | |
| 3  |        | 村上弘   | 第18回党大会                     | 1987年11月29日 1989年5月29日 | 日本共産党委員長として歴代最短。                                                                           |
| 4  |        | 不破哲三 | 第18回党大会 第5回中央委員会総会 | 1989年5月29日 2000年11月24日 | 一度退任した委員長が再就任した唯一の例。                                                                   |
| 5  |        | 志位和夫 | 第22回党大会                     | 2000年11月24日 2024年1月18日 | 日本共産党委員長として歴代最長。                                                                           |
| 6  |        | 田村智子 | 第29回党大会                     | 2024年1月18日 在職中         | 初の女性委員長。党首に女性が就任するのは2020年に就任した福島瑞穂社民党党首以来4年ぶり。 就任時は参議院議員 |